# تندیس زرین بهترین بازیگر نقش اول مرد جشن سینمای ایران
تندیس زرین بهترین بازیگر نقش اول مرد جایزه‌ای است که هرساله توسط جشن سینمای ایران به بازیگری که از سوی هیئت داوران به عنوان بهترین بازیگر نقش اول مرد شناخته‌شده‌است، اهدا می‌شود.

## فهرست برندگان بهترین بازیگر مرد
|                | بازیگر              | فیلم                          |
| -------------- | ------------------- | ----------------------------- |
| ۱۳۷۶ (دوره ۱)  | سعید پورصمیمی       | سرزمین خورشید                 |
| ۱۳۷۶ (دوره ۱)  | رضا ناجی            | بچه‌های آسمان                  |
| ۱۳۷۶ (دوره ۱)  | خسرو شکیبایی        | سرزمین خورشید                 |
| ۱۳۷۶ (دوره ۱)  | مهدی هاشمی          | معجزه خنده                    |
| ۱۳۷۶ (دوره ۱)  | هاشم حاکم‌زاده       | موشک کاغذی                    |
| ۱۳۷۷ (دوره ۲)  | پرویز پرستویی       | آژانس شیشه‌ای، روانی، مرد عوضی |
| ۱۳۷۷ (دوره ۲)  | فریبرز عرب‌نیا       | جهان‌پهلوان تختی               |
| ۱۳۷۷ (دوره ۲)  | ابوالفضل پورعرب     | غریبانه                       |
| ۱۳۷۷ (دوره ۲)  | اکبر عبدی           | آدم‌برفی                       |
| ۱۳۷۷ (دوره ۲)  | عزت‌الله انتظامی     | حاجی‌واشینگتن                  |
| ۱۳۷۸ (دوره ۳)  | محمدرضا فروتن       | قرمز                          |
| ۱۳۷۸ (دوره ۳)  | پرویز پرستویی       | شوخی                          |
| ۱۳۷۸ (دوره ۳)  | سعید پورصمیمی       | زشت و زیبا                    |
| ۱۳۷۸ (دوره ۳)  | پارسا پیروزفر       | شیدا                          |
| ۱۳۷۸ (دوره ۳)  | جمشید مشایخی        | کمیته مجازات                  |
| ۱۳۷۹ (دوره ۴)  | حمید فرخ‌نژاد        | عروس آتش                      |
| ۱۳۷۹ (دوره ۴)  | محمدرضا فروتن       | زیر پوست شهر                  |
| ۱۳۷۹ (دوره ۴)  | فریبرز عرب‌نیا       | شیفته                         |
| ۱۳۷۹ (دوره ۴)  | ایرج طهماسب         | عینک دودی                     |
| ۱۳۷۹ (دوره ۴)  | فرامرز قریبیان      | مرد بارانی                    |
| ۱۳۸۰ (دوره ۵)  | محمدرضا فروتن       | شب یلدا                       |
| ۱۳۸۰ (دوره ۵)  | بهرام رادان         | آواز قو                       |
| ۱۳۸۰ (دوره ۵)  | علی مصفا            | پارتی                         |
| ۱۳۸۰ (دوره ۵)  | پرویز پورحسینی      | مریم مقدس                     |
| ۱۳۸۰ (دوره ۵)  | پرویز پرستویی       | موج مرده                      |
| ۱۳۸۱ (دوره ۶)  | رضا کیانیان         | خانه‌ای روی آب                 |
| ۱۳۸۱ (دوره ۶)  | حمید فرخ‌نژاد        | ارتفاع پست                    |
| ۱۳۸۱ (دوره ۶)  | حمید جبلی           | خواب سفید                     |
| ۱۳۸۱ (دوره ۶)  | حمید جبلی           | دختر شیرینی‌فروش               |
| ۱۳۸۱ (دوره ۶)  | جمشید هاشم‌پور       | سفر به فردا                   |
| ۱۳۸۲ (دوره ۷)  | فرامرز قریبیان      | رقص در غبار                   |
| ۱۳۸۲ (دوره ۷)  | شهرام حقیقت‌دوست     | جنایت                         |
| ۱۳۸۲ (دوره ۷)  | حبیب رضایی          | اینجا چراغی روشن است          |
| ۱۳۸۲ (دوره ۷)  | رضا کیانیان         | فرش باد                       |
| ۱۳۸۲ (دوره ۷)  | جمشید هاشم‌پور       | واکنش پنجم                    |
| ۱۳۸۳ (دوره ۸)  | پرویز پرستویی       | مارمولک                       |
| ۱۳۸۳ (دوره ۸)  | پارسا پیروزفر       | اشک سرما                      |
| ۱۳۸۳ (دوره ۸)  | بهرام رادان         | شمعی در باد                   |
| ۱۳۸۳ (دوره ۸)  | بابک انصاری         | شهر زیبا                      |
| ۱۳۸۳ (دوره ۸)  | حسن پورشیرازی       | مهمان مامان                   |
| ۱۳۸۴ (دوره ۹)  | مسعود رایگان        | خیلی دور، خیلی نزدیک          |
| ۱۳۸۴ (دوره ۹)  | پرویز پرستویی       | بید مجنون                     |
| ۱۳۸۴ (دوره ۹)  | حسین محجوب          | طبل بزرگ زیر پای چپ           |
| ۱۳۸۴ (دوره ۹)  | حمید فرخ‌نژاد        | طبل بزرگ زیر پای چپ           |
| ۱۳۸۴ (دوره ۹)  | رضا کیانیان         | ماهی‌ها عاشق می‌شوند            |
| ۱۳۸۵ (دوره ۱۰) | رضا کیانیان         | یک بوس کوچولو                 |
| ۱۳۸۵ (دوره ۱۰) | محمدرضا فروتن       | به آهستگی                     |
| ۱۳۸۵ (دوره ۱۰) | پرویز پرستویی       | به نام پدر                    |
| ۱۳۸۵ (دوره ۱۰) | خسرو شکیبایی        | چه کسی امیر را کشت؟           |
| ۱۳۸۵ (دوره ۱۰) | حمید فرخ‌نژاد        | چهارشنبه‌سوری                  |
| ۱۳۸۶ (دوره ۱۱) | خسرو شکیبایی        | اتوبوس شب                     |
| ۱۳۸۶ (دوره ۱۱) | هومن سیدی           | پابرهنه در بهشت               |
| ۱۳۸۶ (دوره ۱۱) | عزت‌الله انتظامی     | مینای شهر خاموش               |
| ۱۳۸۶ (دوره ۱۱) | خسرو شکیبایی        | دست‌های خالی                   |
| ۱۳۸۶ (دوره ۱۱) | حامد بهداد          | روز سوم                       |
| ۱۳۸۷ (دوره ۱۲) | خسرو شکیبایی        | ستاره بود                     |
| ۱۳۸۷ (دوره ۱۲) | صابر ابر            | دایره زنگی                    |
| ۱۳۸۷ (دوره ۱۲) | عزت‌الله انتظامی     | ستاره می‌شود                   |
| ۱۳۸۷ (دوره ۱۲) | پرویز پرستویی       | کتاب قانون                    |
| ۱۳۸۷ (دوره ۱۲) | علی شادمان          | زمانی برای دوست داشتن         |
| ۱۳۸۸ (دوره ۱۳) | جایزه‌ای اهدا نشد.   | جایزه‌ای اهدا نشد.             |
| ۱۳۸۹ (دوره ۱۴) | شهاب حسینی          | درباره الی، پرسه در مه        |
| ۱۳۸۹ (دوره ۱۴) | حمید فرخ‌نژاد        | آتشکار، به رنگ ارغوان         |
| ۱۳۸۹ (دوره ۱۴) | محمدرضا فروتن       | دیگری                         |
| ۱۳۸۹ (دوره ۱۴) | مهدی هاشمی          | هیچ                           |
| ۱۳۸۹ (دوره ۱۴) | حامد بهداد          | هفت دقیقه تا پاییز            |
| ۱۳۹۰ (دوره ۱۵) | رضا عطاران          | اسب حیوان نجیبی است           |
| ۱۳۹۰ (دوره ۱۵) | مهدی هاشمی          | آقا یوسف                      |
| ۱۳۹۰ (دوره ۱۵) | پیمان معادی         | جدایی نادر از سیمین           |
| ۱۳۹۰ (دوره ۱۵) | مصطفی زمانی         | قصه پریا                      |
| ۱۳۹۰ (دوره ۱۵) | رضا عطاران          | ورود آقایان ممنوع             |
| ۱۳۹۰ (دوره ۱۵) | سعید پورصمیمی       | یه حبه قند                    |
| ۱۳۹۳ (دوره ۱۶) | میلاد کی‌مرام        | ملکه                          |
| ۱۳۹۳ (دوره ۱۶) | شهاب حسینی          | حوض نقاشی                     |
| ۱۳۹۳ (دوره ۱۶) | مانی حقیقی          | پذیرایی ساده                  |
| ۱۳۹۳ (دوره ۱۶) | رضا عطاران          | طبقه حساس                     |
| ۱۳۹۳ (دوره ۱۶) | علی مصفا            | گذشته                         |
| ۱۳۹۴ (دوره ۱۷) | ساعد سهیلی          | چند متر مکعب عشق              |
| ۱۳۹۴ (دوره ۱۷) | حامد بهداد          | آرایش غلیظ                    |
| ۱۳۹۴ (دوره ۱۷) | صابر ابر            | همه چیز برای فروش             |
| ۱۳۹۴ (دوره ۱۷) | علی مصفا            | در دنیای تو ساعت چند است؟     |
| ۱۳۹۴ (دوره ۱۷) | لوون هفتوان         | پرویز                         |
| ۱۳۹۵ (دوره ۱۸) | پیمان معادی         | ابد و یک روز                  |
| ۱۳۹۵ (دوره ۱۸) | سعید آقاخانی        | خداحافظی طولانی               |
| ۱۳۹۵ (دوره ۱۸) | فرهاد اصلانی        | کوچه بی‌نام                    |
| ۱۳۹۵ (دوره ۱۸) | هادی حجازی‌فر        | ایستاده در غبار               |
| ۱۳۹۵ (دوره ۱۸) | سیامک صفری          | اعترافات ذهن خطرناک من        |
| ۱۳۹۶ (دوره ۱۹) | شهاب حسینی          | فروشنده                       |
| ۱۳۹۶ (دوره ۱۹) | فرهاد اصلانی        | دختر                          |
| ۱۳۹۶ (دوره ۱۹) | کوروش تهامی         | رگ خواب                       |
| ۱۳۹۶ (دوره ۱۹) | نوید محمدزاده       | لانتوری                       |
| ۱۳۹۶ (دوره ۱۹) | حامد بهداد          | نیمه‌شب اتفاق افتاد            |
| ۱۳۹۷ (دوره ۲۰) | حامد بهداد          | سد معبر                       |
| ۱۳۹۷ (دوره ۲۰) | امیر آقایی          | بدون تاریخ، بدون امضاء        |
| ۱۳۹۷ (دوره ۲۰) | نوید محمدزاده       | خفه‌گی                         |
| ۱۳۹۷ (دوره ۲۰) | حسن معجونی          | خوک                           |
| ۱۳۹۷ (دوره ۲۰) | نوید محمدزاده       | عصبانی نیستم                  |
| ۱۳۹۸ (دوره ۲۱) | نوید محمدزاده       | سرخ‌پوست                       |
| ۱۳۹۸ (دوره ۲۱) | ایمان جواهری قوژدی  | شبی که ماه کامل شد            |
| ۱۳۹۸ (دوره ۲۱) | هوتن شکیبا          | شبی که ماه کامل شد            |
| ۱۳۹۸ (دوره ۲۱) | امیر جدیدی          | عرق سرد                       |
| ۱۳۹۸ (دوره ۲۱) | پیمان معادی         | متری شیش و نیم                |
| نوید محمدزاده  | مغزهای کوچک زنگ زده |                               |